# Note native
note native（ノート・ネイティヴ）は、日本のハウスミュージシャン、DJ、音楽プロデューサーの田尻知之によるソロ・プロジェクトである。

## 略歴
- 2008年にデビューしi-depやcargoが所属するレーベル『AZtribe』（レインボーエンタテインメント）に所属している。
- DAISHI DANCEやFreeTEMPOのようなメロディアスなハウスミュージックを得意とするほか、プログレッシブ・ハウスなどのエレクトロニック・ダンス・ミュージックも取り入れている。

## ディスコグラフィー

### アルバム
|               | リリース日     | タイトル                              |
| 1st           | 2008年2月6日   | Reflect                               |
| 2nd           | 2008年10月15日 | Silence & Motion                      |
| MIX CD        | 2009年5月13日  | Naturally                             |
| 3rd           | 2010年6月16日  | Luminous                              |
| DJ Edit Album | 2010年7月28日  | note native for Floor(iTunes限定配信) |

### シングル
- 現在発表されているシングルは配信限定である。

| リリース日     | タイトル        |
| 2010年4月28日  | Worldwide       |
| 2010年5月26日  | Rock This World |
| 2010年12月15日 | Missing You     |

## 参加作品
| リリース日     | 曲名                                                                   | 収録された作品                                | アーティスト                     |
| 2008年5月21日  | 「魂斗羅(note native Remix)」                                          | KONAMI ADDICTION -forelectro lovers           | note native、VA                  |
| 2008年9月10日  | 「You Will Follow (note native remix)」                                | ELMIO Remixes 01 - EP                         | ELMIO with Karin Maria Andersson |
| 2008年10月31日 | 「Breath With Me 、Christmas Through Your Eyes(原曲：Gloria Estefan)」 | Francfranc presents “THE Xmas PARTY”          | note native、VA                  |
| 2008年12月19日 | 「Nocturne [note native Rimix]」                                       | LEGACY -Classical Masterpices vs. House Music | 平原綾香                         |
| 2009年3月4日   | 「ココロのそばで feat. note native」                                   | あなたをもっと好きになる                      | ナイス橋本                       |
| 2009年3月18日  | 「True True (ラブ・ジェネレーション)」                                 | Dramatic Life                                 | note native、VA                  |
| 2009年4月22日  | 「Brand New with note native」                                         | Celebration                                   | 加賀美セイラ                     |
| 2009年4月29日  | 「A Perfect Sky (note native Remix)」                                  | Charlie's Party                               | note native、VA                  |
| 2009年7月15日  | 「つつみ込むように」                                                   | Sound Lagoon 1                                | note native、VA                  |
| 2009年7月22日  | 「My Sunny Days …Produced by note native」                             | I Can Fly                                     | SAWA                             |
| 2009年8月19日  | 「Reach Your Heart」                                                   | POSTIME COOL II JAPAN                         | note native、VA                  |
| 2009年9月16日  | 「Sunshine -GABRIELLE-」                                               | WORLD COVERS Vol.1                            | note native、VA                  |
| 2009年11月25日 | 「Romancing Sa・Ga (note native remix)」                               | Love SQ                                       | note native、VA                  |
| 2009年12月2日  | 「悲しみがとまらない」                                                 | ANRI AGAIN〜Best Of Myself                    | 杏里                             |
| 2010年3月3日   | 「A Whole New World [Aladdin]」                                        | House★Disney -Electro Parade-                 | note native、VA                  |
| 2010年12月15日 | 「瞳はダイアモンド」                                                   | MemorieS 〜Songs for the Season of White〜    | note native × 千秋、VA           |
| 2016年1月1日   | 「漢道」 「大袈裟」                                                    | 刀剣乱舞                                      | 刀剣男士 team三条 with加州清光   |
| 2016年1月1日   | 「タカラモノ」                                                         | 刀剣乱舞                                      | 三日月宗近、石切丸、岩融、今剣   |
| 2016年1月1日   | 「解けない魔法」                                                       | 刀剣乱舞                                      | 加州清光                         |
| 2018年8月15日  | 「Hero」                                                               | ばぶりんスカッシュ!                           | SUPER☆GiRLS                      |
| 2019年2月20日  | 「ピンク色の世界」                                                     | 床の間正座娘                                  | NMB48                            |
| 2019年6月5日   | 「ある日願いが叶ったんだ」                                             | ある日願いが叶ったんだ/All For You            | V6                               |
| 2020年7月8日   | 「CAMEO」                                                              | CAMEO                                         | =LOVE                            |
| 2021年2月3日   | 「あの頃のロッカー」                                                   | 恋落ちフラグ                                  | SKE48                            |
| 2021年6月2日   | 「MAGIC CARPET RIDE」                                                  | 僕らは まだ/MAGIC CARPET RIDE                 | V6                               |
| 2021年7月28日  | 「みんながいる」                                                       | でっかい愛/喜努愛楽                           | ジャニーズWEST                   |
| 2021年11月24日 | 「いつの間にSunrise」                                                  | 覚醒                                          | 22/7                             |
| 2022年1月19日  | 「進むしかねぇ」                                                       | 黎明/進むしかねぇ                             | ジャニーズWEST                   |
| 2025年2月19日  | 「やるしかないじゃん」                                                 | UDAGAWA GENERATION                            | 櫻坂46                           |